# Ashmeadiella hurdiana
Ashmeadiella hurdiana är en biart som först beskrevs av Michener 1954.  Ashmeadiella hurdiana ingår i släktet Ashmeadiella och familjen buksamlarbin. Inga underarter finns listade i Catalogue of Life.